# Arte sostenible
El término arte sostenible, también llamado arte medioambiental o arte verde, pretende la inclusión en las obras que lo conforman, de aspectos relativos a la ecología y la denuncia de las acciones que degradan nuestro entorno, así como el apoyo de causas sociales. Por otra parte, se trata de un tipo de arte que tiene en consideración el impacto que la obra va a crear en su contexto geográfico y social.
Los inicios del arte sostenible no están delimitados de una forma clara, pero se pueden datar en torno a la aparición del “arte conceptual” a finales de los años 60 y principios de los 70. La postura que los artistas pertenecientes a esta nueva rama del arte adoptaron fue la de criticar a los autores contemporáneos de Land Art, que no prestaban atención ni interés por el medio ambiente sobre el cual trabajaban. Por lo general, las obras de land art llevaban consigo modificaciones del terreno que afectaban al entorno de forma negativa, en un sentido ecológico.
Sin embargo, el arte sostenible no ha empezado a encontrar protagonismo hasta los primeros años del siglo XXI. En el año 2002, en Berlín, hubo uno de los primeros encuentros de esta naturaleza titulado “Tutzinger Manifest”. En 2006 se celebró el International Symposium on Sustainability and Contemporary Art en Budapest. Este último encuentro, organizado por los artistas Maja y Reuben Fowkes, ha tenido sucesivas ediciones e otras tantas ciudades importantes.